# Supernúmero de Poulet
Un supernúmero de Poulet es un número de Poulet, o pseudoprimo en base 2, tal que todos sus divisores d dividen a 
2d − 2.

## Ejemplo
Por ejemplo, el 341 es un supernúmero de Poulet: tiene divisores positivos {1, 11, 31, 341} y se tiene que:
(211 - 2) / 11 = 2046 / 11 = 186
(231 - 2) / 31 = 2147483646 / 31 = 69273666
(2341 - 2) / 341 = 13136332798696798888899954724741608669335164206654835981818117894215788100763407304286671514789484550
Cuando {\displaystyle {\frac {\Phi _{n}(2)}{gcd(n,\Phi _{n}(2))}}} no es primo, entonces él y todos sus divisores son un pseudoprimo en base 2 y un supernúmero de Poulet.
Los supernúmeros de Poulet por debajo de 10.000 son (sucesión A050217 en OEIS):
| n  |                |
| -- | -------------- |
| 1  | 341= 11 × 31   |
| 2  | 1387= 19 × 73  |
| 3  | 2047= 23 × 89  |
| 4  | 2701= 37 × 73  |
| 5  | 3277= 29 × 113 |
| 6  | 4033= 37 × 109 |
| 7  | 4369= 17 × 257 |
| 8  | 4681= 31 × 151 |
| 9  | 5461= 43 × 127 |
| 10 | 7957= 73 × 109 |
| 11 | 8321= 53 × 157 |

## Supernúmeros de Poulet con 3 o más divisores primos distintos
Es relativamente fácil obtener supernúmeros de Poulet con 3 divisores primos distintos. Si se encuentran tres números de Poulet con tres factores primos comunes, se obtiene automáticamente un supernúmero de Poulet, ya que se construye el producto de los tres factores primos.
Ejemplo:
2701 = 37 * 73 es un número de Poulet,
4033 = 37 * 109 es un número de Poulet,
7957 = 73 * 109 es un número de Poulet;
entonces 294409 = 37 * 73 * 109 también es un número y un supernúmero de Poulet.
Supernúmeros de Poulet con hasta 7 números primos distintos se pueden obtener con los siguientes números:
- {103, 307, 2143, 2857, 6529, 11119, 131071}
- {709, 2833, 3541, 12037, 31153, 174877, 184081}
- {1861, 5581, 11161, 26041, 37201, 87421, 102301}
- {6421, 12841, 51361, 57781, 115561, 192601, 205441}

Por ejemplo, 1118863200025063181061994266818401 = 6421 * 12841 * 51361 * 57781 * 115561 * 192601 * 205441 es un supernúmero de Poulet con 7 factores primos distintos y 120 números de Poulet.